# WYSIWYM
WYSIWYM (zkratka z anglického what you see is what you mean, doslova Vidíš to, co máš na mysli) je způsob přístupu k tvorbě strukturovaných dokumentů, ve kterém se pisatel stará o správné označení různých částí dokumentu, ale konkrétní podoba formátování výstupní podoby je řešena zvlášť, obvykle počítačovým programem. Je někdy uváděn jako protiklad přístupu WYSIWYG, kde uživatel v rámci přípravy textu přímočaře rozhoduje o podobě jednotlivých prvků, což je tradiční přístup v textových procesorech bez použití stylování. Jedná se v podstatě o dosažení oddělení obsahu a podoby.
Typickými zástupci WYSIWYM systémů jsou systémy pracující se značkovacími jazyky, např. DocBook nebo HTML, včetně různých typů wikitextů, nebo typografický systém LaTeX (včetně editoru LyX). V oblasti notové sazby jsou příkladem systémy MusiXTeX a LilyPond.